# Xã Salem, Quận Columbiana, Ohio
Xã Salem (tiếng Anh: Salem Township) là một xã thuộc quận Columbiana, tiểu bang Ohio, Hoa Kỳ. Năm 2010, dân số của xã này là 5.484 người.